# Stephan Zirler
Stephan Zirler (* um 1520 in Rohr (Niederbayern); † Ende Juli 1568 in Heidelberg) war ein deutscher Komponist der Renaissance und Hofbeamter der Kurpfalz.

## Leben und Wirken
Über die Jugend- und Ausbildungszeit Stephan Zirlers sind keine Informationen überliefert. Er war mit großer Wahrscheinlichkeit Mitglied des Augustiner-Chorherrenstifts in Rohr; die erste belegbare Information ist seine Einschreibung an der Universität Heidelberg am 26. September 1537. Er war nach Aussage des Komponisten Georg Forster (in dessen Vorwort zu der Sammlung Frische teutsche Liedlein II–IV, Nürnberg 1556) zusammen mit Caspar Othmayr, Jobst von Brandt und Forster ein Schüler von Lorenz Lemlin und unter diesem ein Mitglied der Heidelberger Hofkapelle. Nachdem Forster die Stadt Heidelberg im Jahr 1531 verließ, muss Zirler der Hofkapelle spätestens 1530 beigetreten sein. Später widmete Forster den 4. Teil seiner genannten Sammlung dem Komponisten als Siegel der in Heidelberg entstandenen Freundschaft.
Danach wurde der Komponist kurfürstlicher Hofbeamter, möglicherweise der persönliche Sekretär von Kurfürst Friedrich III. In seinem persönlichen Glauben neigte er mehr zum Calvinismus. Er wird in den Unterlagen des Hofs 1549 als Kanzlei-Verwandter, 1552 als pfälzischer Botenmeister, 1556 als Rat und 1564 als Kammersekretär erwähnt. Zirler hatte eine Tochter des kurfürstlichen Rats Sebastian Hügel geheiratet; deren Mutter war eine Nichte des Reformators Philipp Melanchthon. Er bewohnte ein Haus im Floringäßlein, und am 25. Juli 1564 kaufte er (mit Zustimmung des Kurfürsten) dem Collegium artistarum der Universität den Garten vor dem unteren oder Speierer Tor ab, der auch hortus circa St. Petrum genannt wurde. Zirler wurden später von seinem Dienstherrn verschiedene diplomatische Aufgaben übertragen, nachdem es im Zuge der Einführung der Reformation in der Pfalz zu kirchenpolitischen Auseinandersetzungen gekommen war. So hatte er beispielsweise den Auftrag, bei Philipp Melanchthon in Wittenberg ein Gutachten einzuholen.

## Bedeutung
Der Musiker Stephan Zirler wurde von dem Humanisten Jakob Micyllus in einem Lobgedicht geehrt, welches 20 Distichen umfasst. Darüber hinaus war jedoch die musikalisch-fachliche Einschätzung des Komponisten bei Zeitgenossen und der Nachwelt nicht immer positiv. So beurteilte Georg Forster die Lieder Zirlers im Vorwort zu dem vierten, Zirler gewidmeten Teil der Frischen teutschen Liedlein mit 23 Liedsätzen von Zirler als „zwar lieblich, aber schlecht“. Bei näherer Betrachtung zeigen diese zwar eine gewisse Frische in der Melodiefindung, enthalten aber ungeschickte, teilweise sogar fehlerhafte Wendungen im Kontrapunkt. Somit kann Zirler nicht unbedingt als herausragender Komponist bezeichnet werden. Bei Robert Eitner findet sich sogar das Urteil „größtenteils trocken und ohne Reiz“. Zirler hat auch, so wie Othmayr und von Brandt, niemals hauptberuflich als Musiker gewirkt.
In den wenigen von ihm überlieferten Sätzen finden sich allerdings Beispiele für die wichtigsten Liedtypen seiner Zeit, außerdem lässt die Sicherheit seiner Satzweise eine gute satztechnische Vorbildung und den anhaltenden Umgang mit dem Liedgut seiner Zeit erkennen. Die meisten Lieder Zirlers behalten das Prinzip des Cantus firmus im Tenor bei, obwohl hier der Tenor auf weite Strecken seine Funktion als führende Stimme verloren hat, wobei die Liedstruktur entweder imitativ oder akkordisch ist. Die Lieder waren zu ihrer Zeit volkstümlich und wurden in den Sammlungen von Sebastian Ochsenkhun, Bernhard Jobin, Hans Neusidler, Bernhard Schmid dem Älteren und Jacob Paix in der Übertragung für Laute oder Orgel veröffentlicht. Im Jahr 1569 brachte der Dichter Clemens Stephani (um 1530 – 1592) von Zirler einen Psalmensatz für vier Stimmen heraus. Noch nicht gesichert ist, dass der Komponist auch der Dichter seiner Lieder gewesen ist, wie die Aussage von Micyllus nahelegt.

## Werke
- Erhaltene Kompositionen
  - 20 Liedsätze zu vier Stimmen in Georg Forster, Frische teutsche Liedlein Teil II–IV, Nürnberg 1540, 1549 und 1556
  - Liedsatz „Bewar mich Herr“ zu vier Stimmen; Lautenbearbeitung bei Sebastian Ochsenkhun, Heidelberg 1558
  - Liedsatz „Mein selbs bin ich nit gwaltig“ zu vier Stimmen, Bearbeitung bei Bernhard Jobin, Straßburg 1572
- Verschollene Kompositionen, aus dem Heidelberger Kapell-Inventarverzeichnis
  - Motette „Felix illa dies“ zu sechs Stimmen
  - Motette „Homo natus de muliere“ zu vier Stimmen

Der in diesem Inventar genannte Liedsatz „Ich weiß nit wie“ ist nicht Stephan Zirler, sondern Martin Zilte zuzuschreiben.

## Ausgaben
- 1 Lied, in: Rochus Freiherr von Liliencron, Deutsches Leben im Volkslied um 1530, Berlin / Stuttgart 1885, Nr. 112
- 3 Lieder, in Georg Forster, Frische Teutsche Liedlein, Teil 2; 1) hrsg. von Robert Eitner, Leipzig 1905 (= Publikation älterer, praktischer und theoretischer Musikwerke, hrsg. von der Gesellschaft für Musikforschung, 29 Bände, Berlin / Leipzig 1873–1905); 2) hrsg. von Kurt Gudewill / H. Siuts, Wolfenbüttel 1969 (= Das Erbe deutscher Musik Nr. 60)
- 1 Liedsatz „Die Sonn, die ist verblichen“, in: Gesellige Zeit, Band 2, hrsg. von Walther Lipphardt, Kassel 1935
- 3 Liedsätze, hrsg. von Kurt Gudewill, Wolfenbüttel 1956 (= Das Chorwerk, Nr. 63)
- „Bewar mich Herr“, in: Bernhard Jobin, Das erste Buch Newerleßner […] Lautenstück, Faksimile, Genf 1997.